# 妙法寺 (神戸市須磨区)
妙法寺（みょうほうじ）は兵庫県神戸市須磨区妙法寺字毘沙門山にある高野山真言宗の仏教寺院。なお、よく毘沙門山妙法寺（びしゃもんざんみょうほうじ）と通称されるが、正式な山号・寺号は如意山妙法寺である。

## 歴史
- 天平10年（738年）行基の開基。聖武天皇・高倉天皇の勅願所で、七堂伽藍37坊があった。
- 承和6年（839年）定範上人再興。
- 治承4年（1180年）の平清盛による福原遷都では乾にあたることから、新鞍馬として王城鎮護の霊場とし、寺領1000石を寄進している。
- 観応年中（1350年～1351年）に足利尊氏の軍が西国に敗退した時、高師直らの兵火により全焼。
- 元禄10年（1697年）復興。
- 明治35年（1902年）9月に摂取院を合併。
- 明治40年（1907年）12月には円蔵院を合併し、37坊で残っていた坊は全てなくなった。
- 大正3年（1914年）改築[1]。
- 昭和48年（1973年）再建。

## 境内

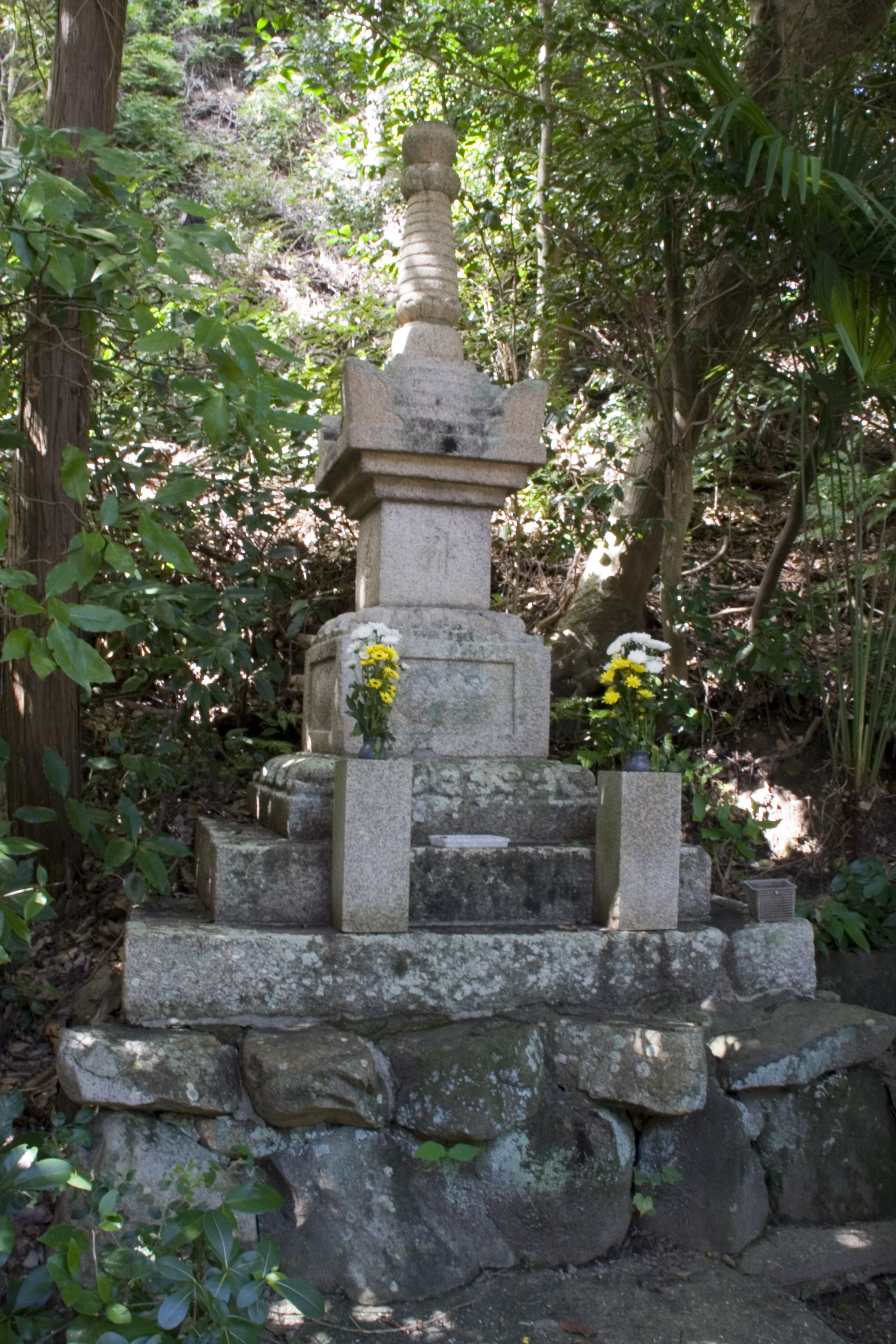
宝筺印塔

- 護摩堂
- 五社神社　行基が妙法寺の鎮守として創祀。

祭神：天之御中主神・高皇産霊神・神皇産霊神・伊邪那岐神・伊邪那美神。

## 文化財
- 木造毘沙門天立像　国指定重要文化財（昭和15年10月14日指定)
- 石造宝篋印塔　応安三年庚戌二月廿三日　願主沙弥浄照　　兵庫県指定重要文化財（昭和46年4月1日指定）

南北朝時代の応安3年（1370年）浄照が建立。ここより北の車村への道筋に建てられていた。

## 交通アクセス
- 神戸市営地下鉄西神・山手線妙法寺駅より、東に徒歩9分。